# Tom Ford (snooker)
Tom Ford (n. 17 august 1983, Glen Parva⁠(d), Blaby⁠(d), Anglia, Regatul Unit) este un jucător englez de snooker.   
A devenit profesionist în 2001 și a câștigat primul său trofeu într-un turneu de clasament în 2024, când s-a impus la Snooker Shoot Out. Ford a realizat breakul maxim de cinci ori în carieră. 

## Finalele carierei

### Finale în turnee de clasament: 4 (1 titlu)
| Rezultat | Nr. | An   | Turneu                    | Adversar în finală | Scor |
| Finalist | 1.  | 2016 | Paul Hunter Classic       | Mark Selby         | 2–4  |
| Finalist | 2.  | 2023 | German Masters            | Ali Carter         | 3–10 |
| Finalist | 3.  | 2023 | Campionatul Internațional | Zhang Anda         | 3–10 |
| Campion  | 1.  | 2024 | Snooker Shoot Out         | Liam Graham        | 1–0  |

### Finale în turnee minore: 3 (2 titluri)
| Rezultat | Nr. | An   | Turneu                               | Adversar în finală | Scor |
| Campion  | 1.  | 2010 | Players Tour Championship – Event 3  | Jack Lisowski      | 4–0  |
| Campion  | 2.  | 2011 | Players Tour Championship – Event 11 | Martin Gould       | 4–3  |
| Finalist | 1.  | 2015 | Riga Open                            | Barry Hawkins      | 1–4  |

### Finale în turnee invitaționale: 2
| Rezultat | Nr. | An   | Turneu                   | Adversar în finală | Scor |
| Finalist | 1.  | 2002 | Challenge Tour - Event 1 | Chris Melling      | 2–6  |
| Finalist | 2.  | 2017 | Haining Open             | Mark Selby         | 1–5  |

### Finale Pro-Am: 1 (1 titlu)
| Rezultat | Nr. | An   | Turneu        | Adversar în finală | Scor |
| Campion  | 1.  | 2007 | Austrian Open | Stephen Lee        | 5–4  |